# Municipio de East Fork (condado de Benson)
El municipio de East Fork (en inglés: East Fork Township) es un municipio ubicado en el condado de Benson en el estado estadounidense de Dakota del Norte. En el año 2010 tenía una población de 35 habitantes y una densidad poblacional de 0,38 personas por km².

## Geografía
El municipio de East Fork se encuentra ubicado en las coordenadas 47°54′3″N 99°44′13″O / 47.90083, -99.73694. Según la Oficina del Censo de los Estados Unidos, el municipio tiene una superficie total de 93.12 km², de la cual 93 km² corresponden a tierra firme y (0,13 %) 0,12 km² es agua.

## Demografía
Según el censo de 2010, había 35 personas residiendo en el municipio de East Fork. La densidad de población era de 0,38 hab./km². De los 35 habitantes, el municipio de East Fork estaba compuesto por el 100 % blancos. Del total de la población el 0 % eran hispanos o latinos de cualquier raza.